# 長興寺 (豊田市)
長興寺（ちょうこうじ）は、愛知県豊田市にある臨済宗東福寺派の別格寺院。

## 概要
山号は集雲山（しゅううんざん）。本尊は十一面観音。開山は太陽義冲。

## 歴史
建武2年（1335年） 三河国衣（ころも）城主中条秀長が菩提寺として太陽義冲を招聘して創建。当時の寺域は南北5丁余り、東西4丁余り、18坊に及ぶ塔頭が建ち並び、地域最大の寺院であった。
室町時代中期、応仁の乱（1468年 - 1477年）後、中條氏の衰退と共に衰退。永禄10年（1567年）には、余りの偉容に城と間違えた織田信長の兵火によって焼失した。天正11年（1583年） 信長の家臣で衣城代の余語正勝が、再興した長興寺で信長の一周忌法要を行った。その際に、日本の歴史教科書にも掲載されている狩野元秀筆の「紙本著色織田信長像」（重要文化財）が寄進された。
元禄年間（1688年 - 1704年） 本堂、庫裏を重建。現本堂は昭和50年代 鉄筋コンクリート造で再建されたものである。

## 長興寺村
長興寺を中心に住民が増加し、寺院への供物を受け持つ地域を東西に分け、「長興寺字供膳（くぜ）寺」という地名が設定された。これが今の地名が寺の地名と同じになった起こりである。
江戸時代には長興寺村となり、挙母藩（2万石）の領地の一部であった。城下ではなく、農村集落で約400石ほどであった。
明治時代中頃に、周囲の村と合併して根川村となり、更に1906年（明治39年）、城下と合併して挙母町となった。

## 文化財

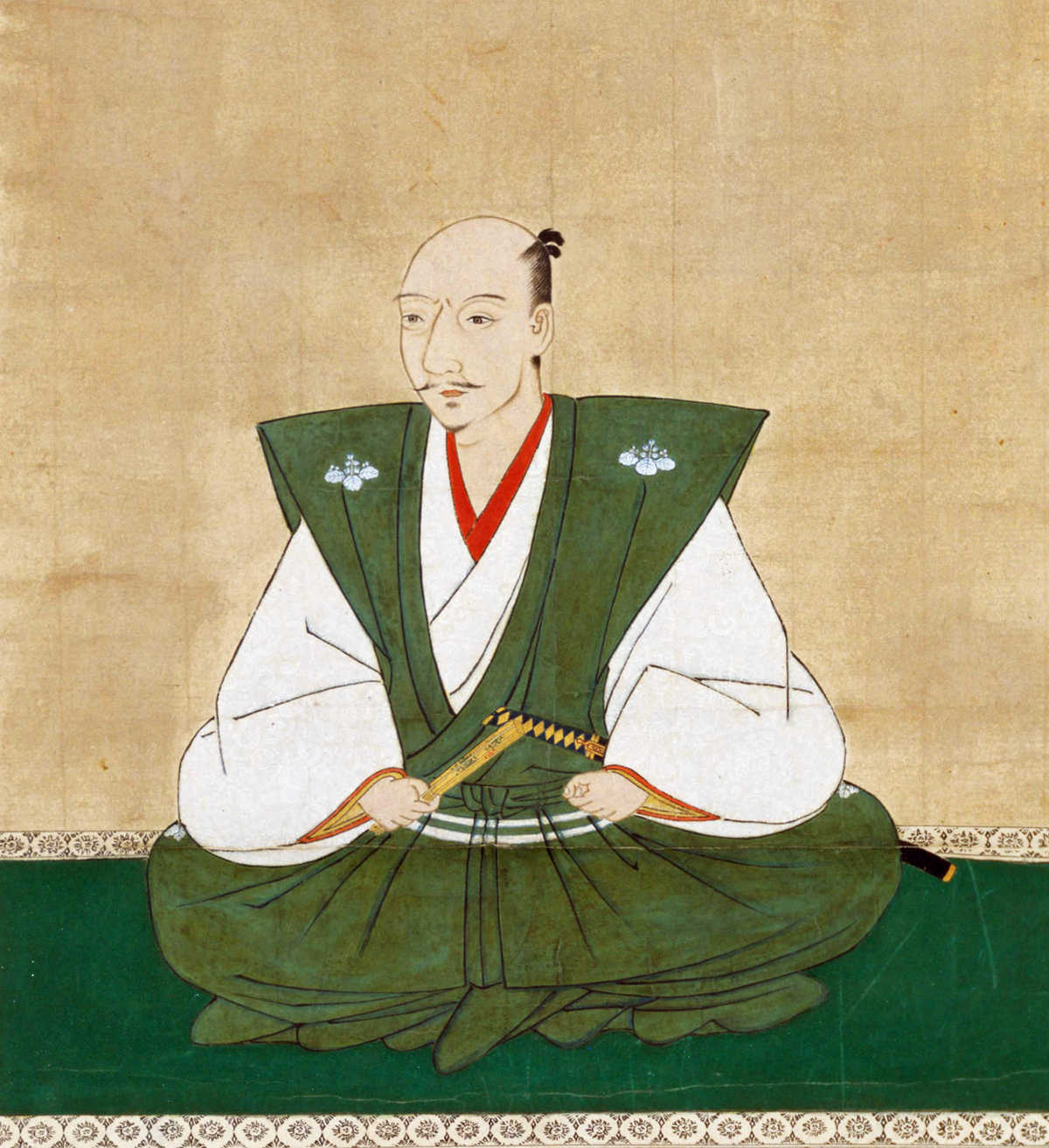
紙本著色織田信長像
狩野元秀筆

### 重要文化財（国指定）
- 絹本著色仏涅槃図：応永廿八年幹縁比丘義睦とあり（応永28年は1421年）[3]
- 紙本著色織田信長像：狩野元秀筆[4]
- 絹本著色無為昭元像[5]

### 愛知県指定文化財
- 絹本著色補陀観音像[6]
- 絹本墨画三十三観音像[7]
- 絹本著色太陽禅師像[8]

### 豊田市指定文化財
- 絹本墨絵釈迦像[9]
- 絹本著色不動尊像[9]
- 絹本著色多聞天像[9]
- 雲版[9]

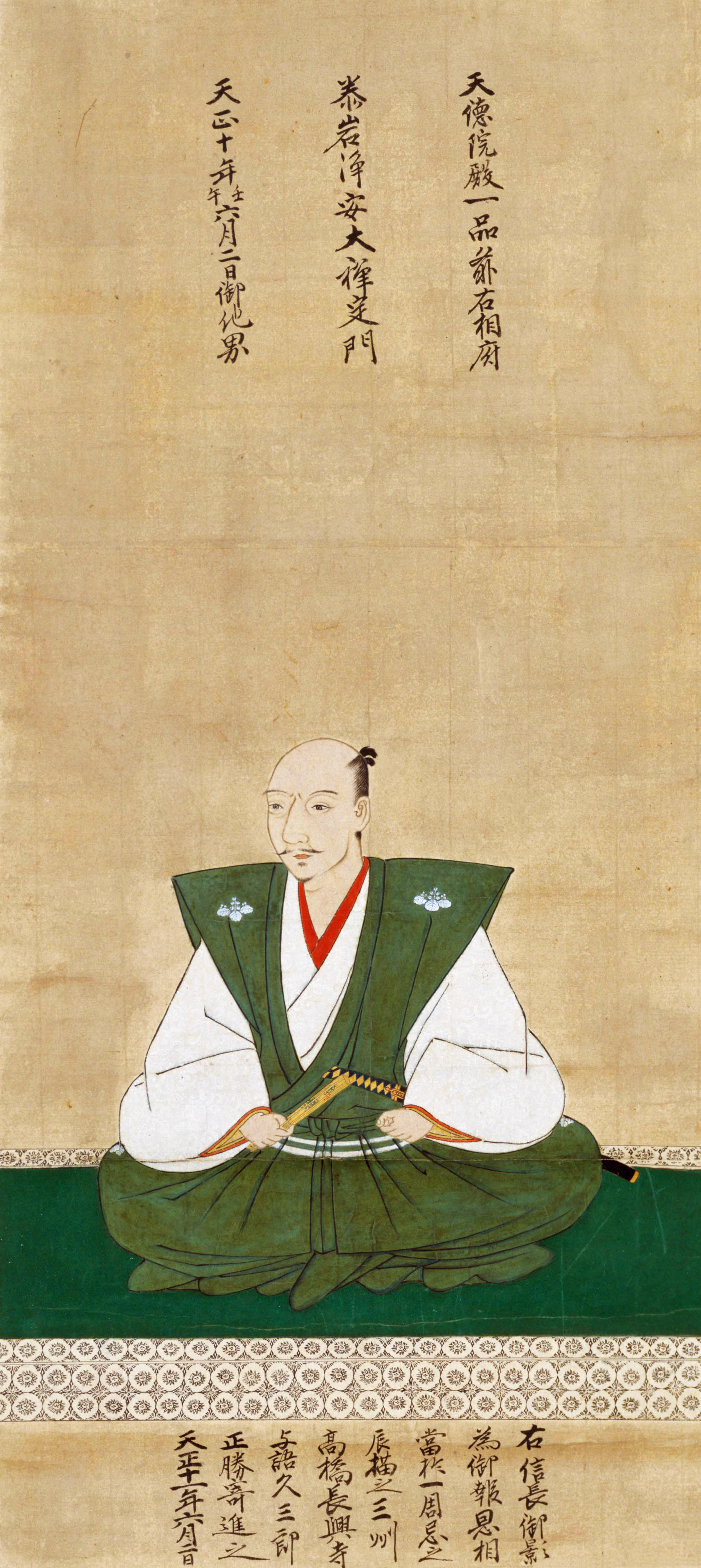
織田信長像（全図）
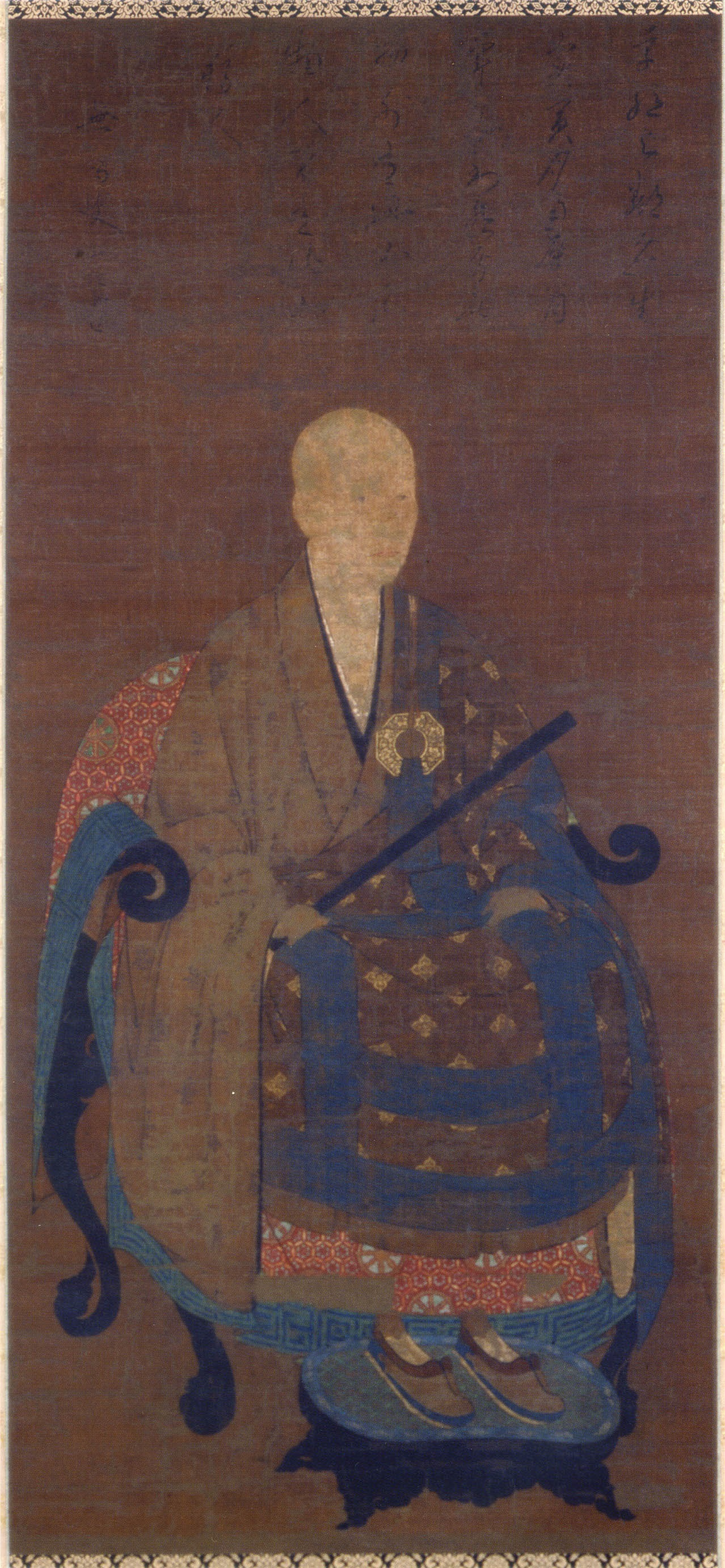
無為昭元像
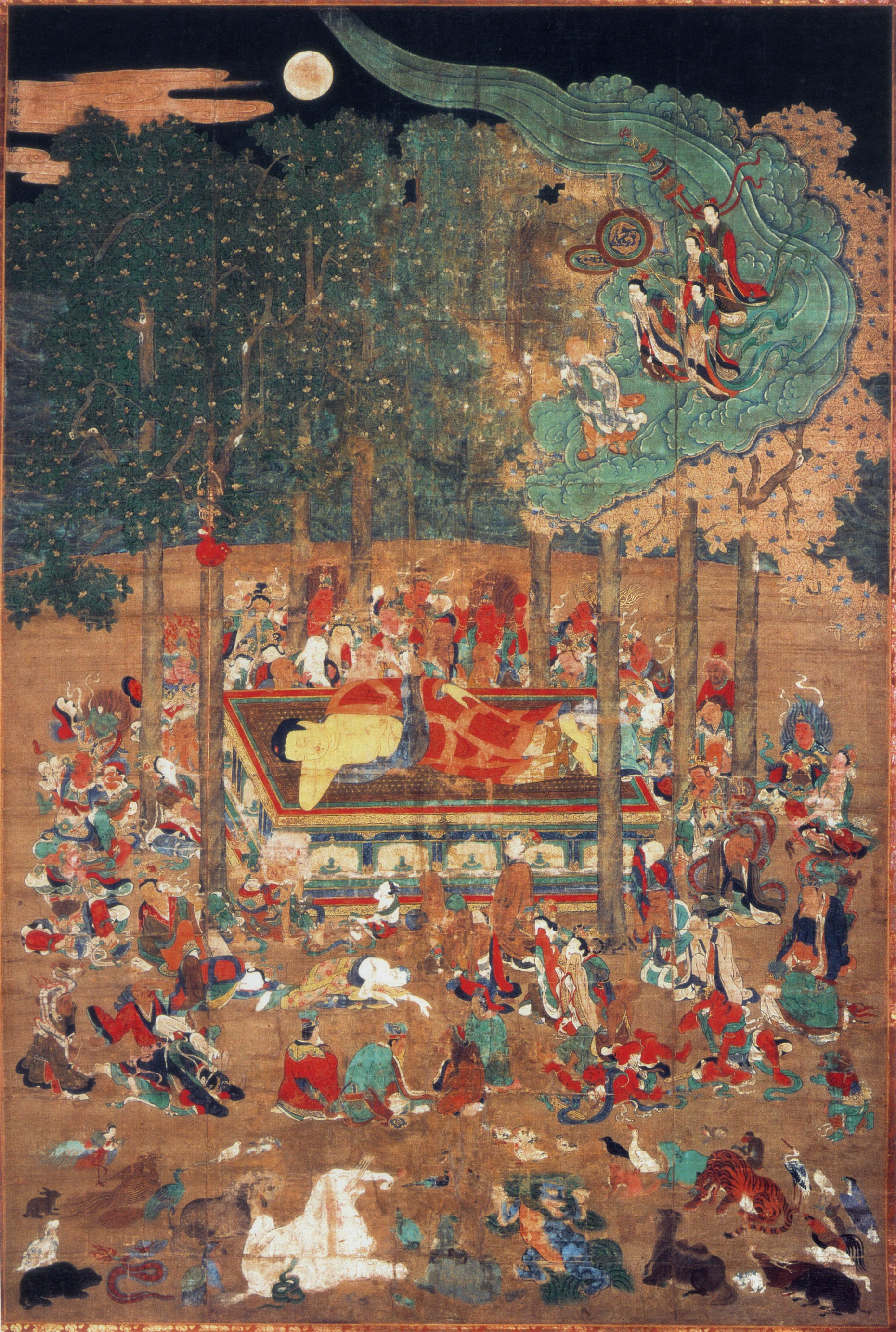
仏涅槃図

## 民話（昔ばなし）
長興寺には、鐘泥棒の昔ばなし「長興寺の鐘」のがある。
泥棒に盗まれた鐘が「長興寺恋しやポンワンワン、返しておくれんポンワンワン」と鳴ったと云う民話が語り継がれている。
詳しくは、外部リンクを参照。

## 交通アクセス
- 名鉄三河線 上挙母駅から徒歩で約30分。

## ギャラリー

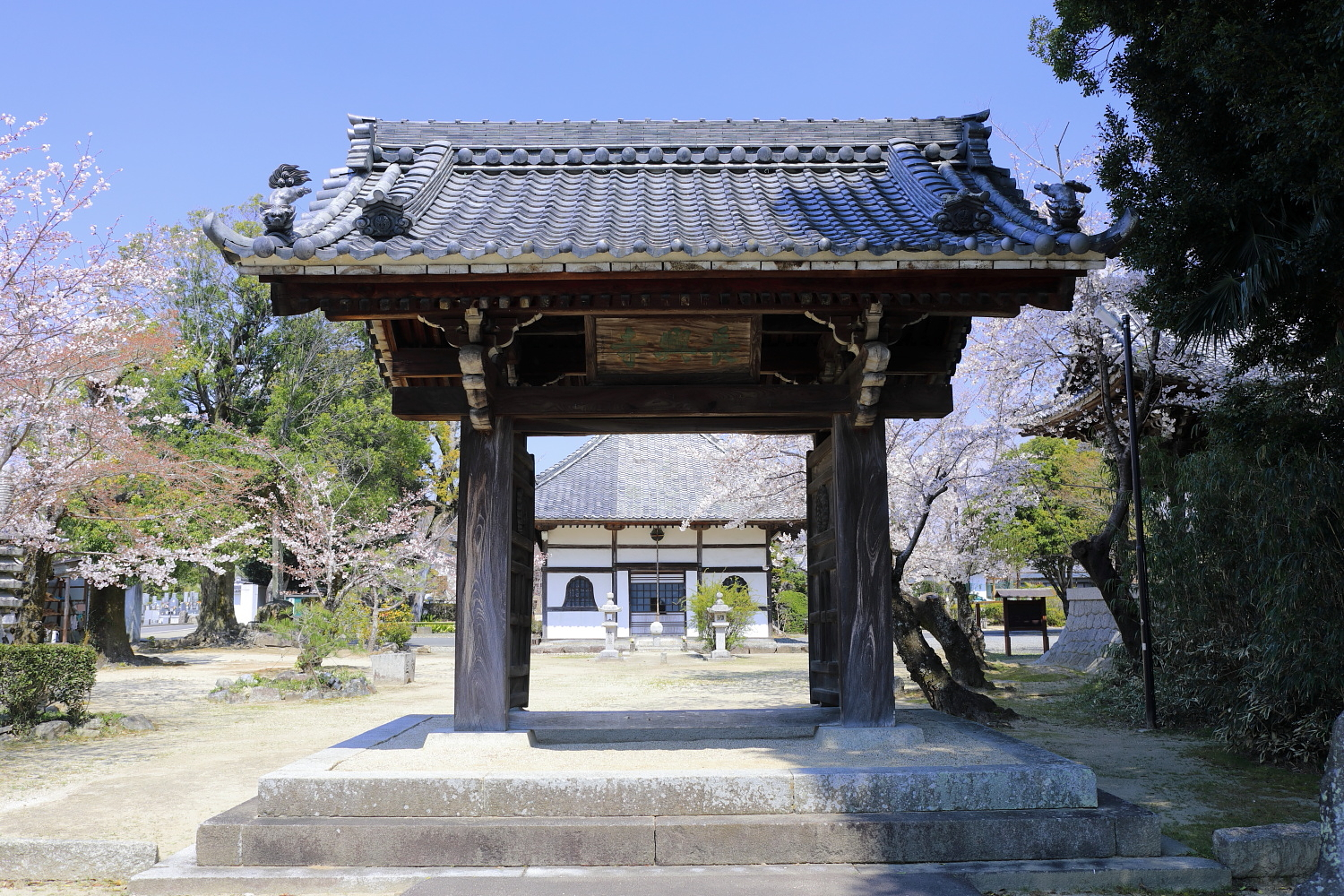
山門 （2019年（平成31年）4月）
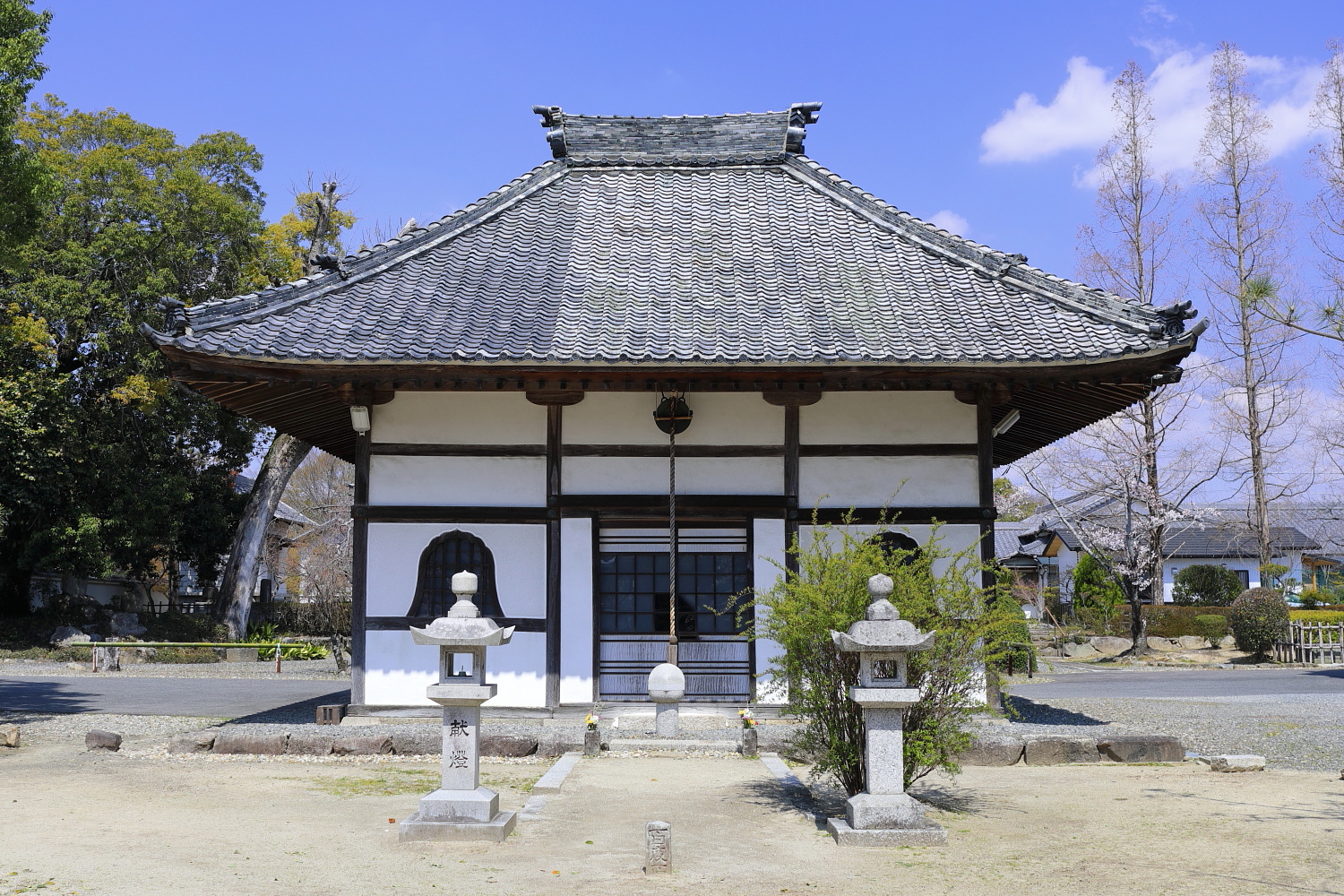
観音堂 （2019年（平成31年）4月）
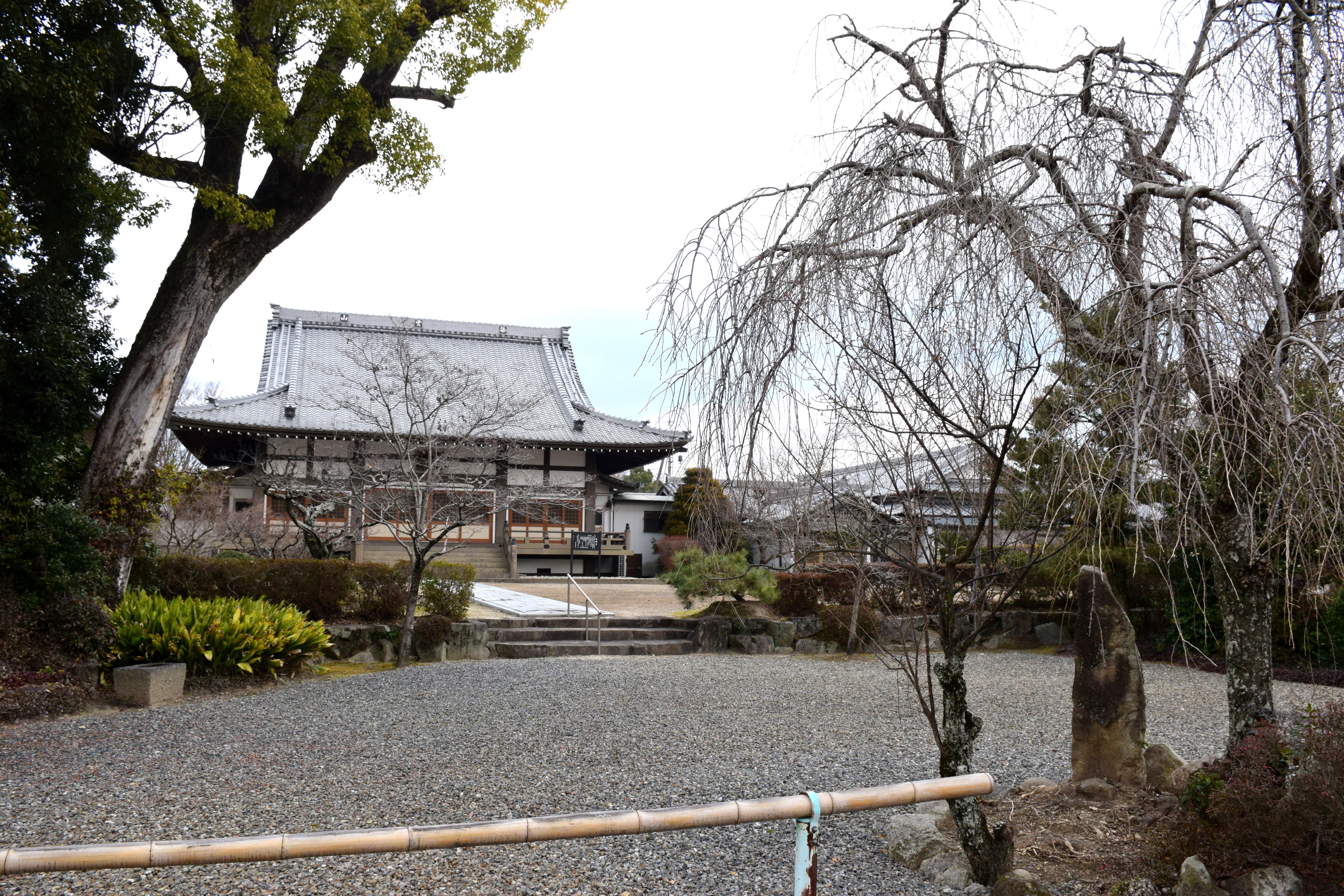
境内 （2017年（平成29年）1月）
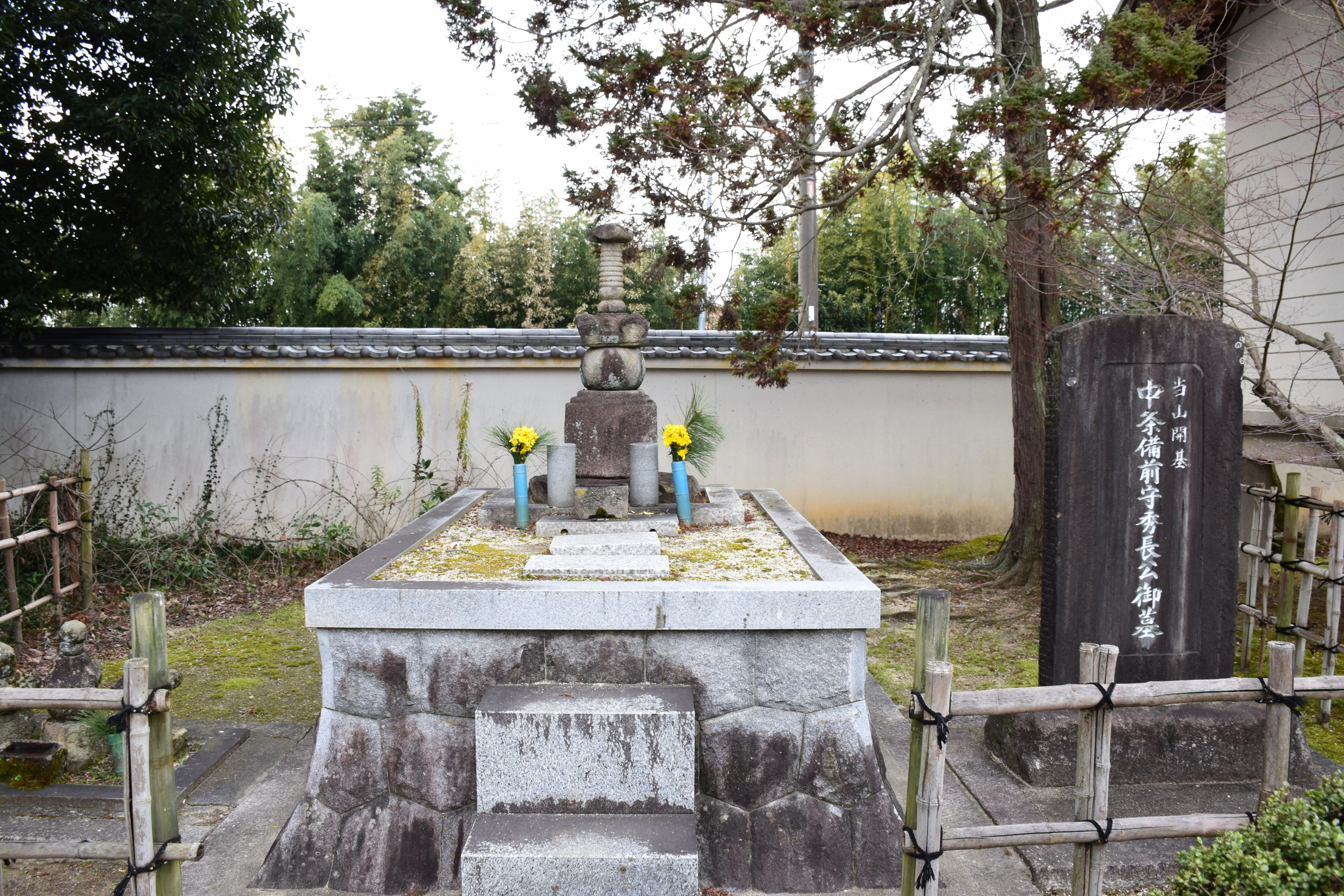
中条秀長の墓 （2017年（平成29年）1月）
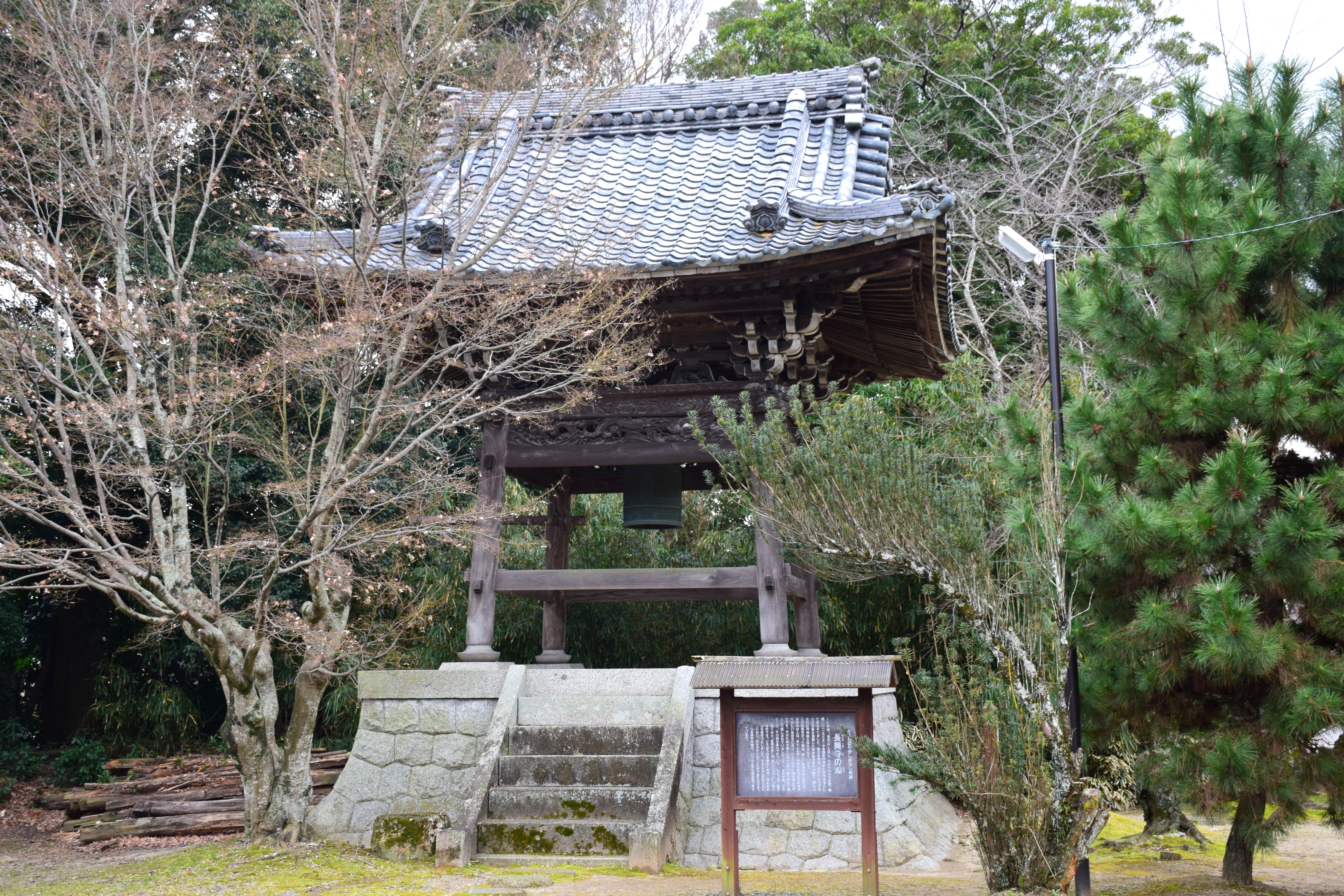
長興寺の鐘 （2017年（平成29年）1月）